# 武井咲
武井 咲（たけい えみ、1993年12月25日 - ）は、日本の女優、ファッションモデル。
愛知県名古屋市港区出身。オスカープロモーション所属。夫はEXILEのTAKAHIRO。

## 略歴
2006年8月2日、中学1年の時にオスカープロモーションが展開する「第11回全日本国民的美少女コンテスト」にて、モデル部門賞および一般投票が最も多かった人に贈られるマルチメディア賞を受賞。同年、女子中高生向けファッション雑誌『Seventeen』11月号でモデルデビュー。翌年2月号から同誌の専属モデルとして活動し、仕事の度に新幹線で東京へ通っていた。
2008年11月、映画『櫻の園』で女優デビュー。
2009年4月、高校進学と同時に上京し、日出高等学校に入学。上京を機に本格的に女優としても活動する。
2011年12月、グッチと日本人初契約。
2012年3月、高校を卒業。同年9月発売の『Seventeen』10月号で同誌の専属モデルを卒業。表紙登場回数は通算16回であった。
2013年12月、「タレントCM起用社数ランキング」で年間首位を獲得。
2021年からファッション雑誌『VERY』に登場。2023年7月号で初めて表紙に起用され、2024年4月号から表紙モデルを務める。

## 人物
- 本名である「咲（えみ）」という名前の由来は、「花が咲くように笑みの絶えない子に」という意味によるものである[16]。
- 子供の頃にエレクトーンを習っていた[17]。
- 2015年に特殊小型船舶操縦士免許を取得した[18]。

### 家族
- 8歳下の妹がいる[19]。
- 2009年に武井が高校進学で上京する際[7]、母親と妹も一緒に上京した[19]。2012年には父親も上京し、家族4人で東京で暮らすことになった[19]。
- 2017年9月1日、23歳の時にEXILEのTAKAHIROと結婚[20]。ドラマ『戦力外捜査官』での共演を機に、2年半の交際期間を経て結婚に至った[20]。
- 結婚発表時に妊娠もあわせて発表し[20]、2018年3月に第1子女児を出産[21]。同年7月にCM撮影で仕事を再開[22][23]。同年10月発売のファッション雑誌では表紙に登場し、母になった実感も語った[24]。
- 2022年3月26日、第2子女児の出産を発表。この日まで妊娠を公にしないでいた[25]。同年9月発売のファッション雑誌で仕事を再開[26]。
- 2025年2月2日、第3子女児の出産を発表。この日まで妊娠を公にしないでいた[27]。

## 出演

### テレビドラマ
- オトメン（乙男）〜夏〜（2009年8月1日 - 9月26日、フジテレビ） - 橘久利子 役
  - オトメン（乙男）〜秋〜（2009年10月13日 - 11月3日）
- ライアーゲーム シーズン2 第5 - 最終話（2009年12月8日 - 2010年1月19日、フジテレビ） - 佐伯ヒロカ 役
- 青山ワンセグ開発 パラピク女子高生マコト（2010年4月17日 - 5月1日、NHKワンセグ2） - 主演・女子高生マコト 役
- GOLD（2010年7月8日 - 9月16日、フジテレビ） - 早乙女晶 役
- 大切なことはすべて君が教えてくれた（2011年1月17日 - 3月28日、フジテレビ） - ヒロイン・佐伯ひかり 役
- アスコーマーチ〜明日香工業高校物語〜（2011年4月24日 - 7月3日、テレビ朝日） - 主演・吉野直 役[28]
- ほんとにあった怖い話 （フジテレビ）
  - 夏の特別編2011「同窓会の知らせ」（2011年9月3日） - 主演・小山今日香 役
  - 夏の特別編2016「病棟の看取り図」（2016年8月20日） - 主演・吉川亜由美 役
- 平清盛 第14 - 43話（2012年4月8日 - 11月4日、NHK） - 常盤御前 役
- Wの悲劇（2012年4月26日 - 6月14日、テレビ朝日） - 主演・和辻摩子 / 倉沢さつき 役（一人二役）
- 息もできない夏（2012年7月10日 - 9月18日、フジテレビ） - 主演・谷崎玲 役
- 東京全力少女（2012年10月10日 - 12月19日、日本テレビ） - 主演・佐伯麗 役
- お天気お姉さん（2013年4月12日 - 6月7日、テレビ朝日） - 主演・安倍晴子 役[29]
- 金田一耕助VS明智小五郎（2013年9月23日、フジテレビ） - ヒロイン・善池初恵 役[30]
- The Partner 〜愛しき百年の友へ〜（2013年9月29日、TBS / VTV） - ヒロイン・大岩あかね 役[注 1][31]
- 海の上の診療所（2013年10月14日 - 12月23日、フジテレビ） - ヒロイン・戸神眞子 役[32][33]
- 戦力外捜査官（2014年1月11日 - 3月15日、日本テレビ） - 主演・海月千波 役[34][35]
  - 戦力外捜査官 SPECIAL（2015年3月21日）[36]
- ゼロの真実〜監察医・松本真央〜（2014年7月17日 - 9月4日、テレビ朝日） - 主演・松本真央 役[37][38]
- すべてがFになる（2014年10月21日 - 12月23日、フジテレビ） - 主演・西之園萌絵 役（綾野剛とW主演）[39]
- エイジハラスメント（2015年7月9日 - 9月10日、テレビ朝日） - 主演・吉井英美里 役[40]
- フラジャイル（2016年1月13日 - 3月16日、フジテレビ） - ヒロイン・宮崎智尋 役[41]
- せいせいするほど、愛してる（2016年7月12日 - 9月20日、TBS） - 主演・栗原未亜 役[42]
- 瀬戸内少年野球団（2016年9月17日、テレビ朝日） - 主演・中井駒子 役[43]
- 忠臣蔵の恋〜四十八人目の忠臣〜（2016年9月24日 - 2017年2月25日、NHK総合） - 主演・勝田きよ（喜世）/ 左京 役[44]
- 貴族探偵（2017年4月17日 - 6月26日、フジテレビ） - ヒロイン・高徳愛香 役[45]
- 黒革の手帖（2017年7月20日 - 9月14日、テレビ朝日） - 主演・原口元子 役[46]
  - 黒革の手帖 〜拐帯行〜（2021年1月7日）[47]
- 今からあなたを脅迫します（2017年10月15日 - 12月17日、日本テレビ） - 主演・金坂澪 役（ディーン・フジオカとW主演）[48]
- 松本清張ドラマスペシャル 第一夜「顔」（2024年1月3日、テレビ朝日） - 主演・井野聖良 役（後藤久美子とW主演）[49][50]

### 映画
- 櫻の園（2008年11月8日、松竹） - 水田真紀 役
- 愛と誠（2012年6月16日、角川映画 / 東映） - 主演・早乙女愛 役（妻夫木聡とW主演）
- るろうに剣心（2012年8月25日、ワーナー・ブラザース映画） - ヒロイン・神谷薫 役
  - るろうに剣心 京都大火編（2014年8月1日）
  - るろうに剣心 伝説の最期編（2014年9月13日）
  - るろうに剣心 最終章 The Final（2021年4月23日）[51]
- 今日、恋をはじめます（2012年12月8日、東宝） - 主演・日比野つばき 役（松坂桃李とW主演）[52]
- クローバー（2014年11月1日、東宝） - 主演・鈴木沙耶 役[53]
- テラフォーマーズ（2016年4月29日、ワーナー・ブラザース） - ヒロイン・秋田奈々緒 役[54]
- 映画 妖怪ウォッチ 空飛ぶクジラとダブル世界の大冒険だニャン!（2016年12月17日、東宝） - 木下紗枝 役[55]

### 配信
- テラフォーマーズ / 新たなる希望（2016年4月24日、dTV） - ヒロイン・秋田奈々緒 役
- 資生堂 スノービューティー ホワイトニング フェースパウダー 2017 ショートムービー「Laundry Snow」（2017年7月7日） - 主演・藤田花 / 椿 役（一人二役・高橋一生とW主演）[56]
- ショートドラマ『GLAY Back To The Pops “Albumovie”』（2024年10月10日、GLAY公式YouTubeチャンネル）[57]

### バラエティ番組
- 奇跡体験!アンビリバボー（2010年4月22日 - 2011年2月24日、フジテレビ） - 隔週レギュラー

### ドキュメンタリー番組
- K-POP&韓国ドラマ…スターが生まれる場所〜武井咲・ヨンア韓流ルーツへの旅〜（2011年6月26日、BS日テレ） - ナビゲーター
- 武井咲19歳の休日・韓国ひとり旅〜密着!素顔に戻った3日間〜（2013年7月20日、BS日テレ） - ナビゲーター
- 武井咲21歳の好奇心〜アメリカ西海岸 エンターテイメントの聖地へ〜（2015年2月14日、BS日テレ） - ナビゲーター[58]
- 武井咲のフィレンツェ紀行〜時を超えて愛される美しき街へ〜（2015年11月21日、BSフジ） - ナビゲーター[59]

### ラジオ
- 武井咲と柳田理科雄のラジオ空想科学研究所（2010年10月3日 - 2014年3月30日、ニッポン放送）
- 第一生命 武井咲「今日の一句」（2012年4月16日 - 2013年3月29日、TOKYO FM）

### 声優
ゲーム
- ドクターロートレックと忘却の騎士団（2011年7月7日、コナミデジタルエンタテインメント） - ソフィー・クーベルタン 役
- バイナリードメイン（2012年2月16日、セガ） - ユキ 役[60]
- ドラゴンクエストヒーローズII 双子の王と予言の終わり（2016年5月27日、スクウェア・エニックス） - テレシア 役
- 仁王（2017年2月9日、コーエーテクモゲームス） - お勝 役[61]

日本語版吹替
- ワイルド・スピード MEGA MAX（2011年10月1日、東宝東和） - エレナ・ネベス 役[62]

劇場アニメ
- クレヨンしんちゃん ガチンコ!逆襲のロボとーちゃん（2014年4月19日、東宝） - 段々原照代 役[63]

テレビアニメ
- クレヨンしんちゃん 第648話「桜田のそにょだゾ」（2008年11月14日）

### CM
- 八景島シーパラダイス ふれあいラグーン（2007年）
- タカラトミー Hi-kara（2008年）
- 資生堂
  - TSUBAKI WATER（2010年）
  - MAQuillAGE（2011年 - 2013年）
  - スノービューティー（2017年）
- ロッテ
  - ガーナミルクチョコレート（2011年 - 2014年）[64][65][66][67]
  - ガーナチョコ & クッキーサンド（2011年 - 2013年）
  - フルーティオ（2012年 -  2013年）
  - Fit's LINK & Frutitio × 映画『るろうに剣心』（2012年）[68]
  - グリーンガム（2014年 - ）[69][70][71][72]
- ソフトバンクモバイル（2011年）
- イオン（2011年 - ）[73]
- 日本コカ・コーラ 爽健美茶（2011年 - ）[74][75][76]
- 任天堂 みんなのリズム天国（2011年）
- 日清食品 SPA王（2011年 - ）
- ワイルド・スピード MEGA MAX（2011年）
- NEC
  - LAVIE（2011年 - ）
  - VALUESTAR（2012年 - ）[77]
- 積水化学工業 セキスイハイム（2011年 - ）
- 第一生命（2011年 - ）[78][79][80][81][82]
- 青山商事 洋服の青山（2011年 - 2019年）
- J SPORTS（2011年 - ）
- 東京都美術館 マウリッツハイス美術館展（2012年）[83]
- 東京地下鉄（東京メトロ）（2012年 - ）[84]
- JTB（2012年 - ）[85]
- GREE（2012年 - ）
- ハウス食品
  - トーストシーズニング / パパン（2012年 - ）
  - 完熟トマトのハヤシライスソース（2014年 - ）
  - カレー（2015年）
- セイコーウオッチ ルキア（2012年 - ）[86]
- 日本赤十字社（2013年）
- 政府広報（2013年）
- モブキャスト（2013年 - ）[87][88]
- ジョイフル恵利（2013年）
- エスエス製薬 アレジオン（2014年 - ） [89][90]
- KIRIN 氷結（2015年 - 2016年）[91][92][93][94]
- ドラゴンクエストヒーローズII 双子の王と予言の終わり（2016年）
- 日本弁護士連合会（2017年）[95]
- ファイナルファンタジーXV：新たなる王国（2017年）[96]
- Hazuki Company ハズキルーペ（2018年 - ）[97]
- 中部電力（2019年 - ）[98]
- 江崎グリコ カフェオーレ（2020年 - ）[99]
- 興和 キューピーコーワゴールドαプレミアム（2024年）

### 雑誌
- Seventeen（2007年2月号 - 2012年10月号、集英社） - 専属モデル[4]

### 新聞
- 朝日新聞 リレーおぴにおん『いまこそ理系』（1）賢く格好いい「つなぎ女子」（2011年5月3日朝刊）
- 朝日新聞 be evening シネマ「演技真剣 見つけた笑い」（2012年6月22日夕刊）
- 朝日新聞 「真珠の耳飾りの少女と私」（2012年7月9日夕刊）

### その他
- フィッツコーポレーション ジャンヌ・アルテスイメージキャラクター（2007年）[100]
- be amie イメージキャラクター（2010年 - ）
- ジョイフルまるやま ジョイフル恵利イメージキャラクター（2011年 - ）
- 財団法人日本防火・危機管理促進協会防火ポスター（秋）（2011年）
- 財団法人日本防火・危機管理促進協会防火ポスター（春）（2012年）
- 警視庁 自転車交通安全啓発ポスター（2011年）
- 資生堂 MAQuillAGE Point Makeup Web宣材広告 / CM（2011年）
- 任天堂 みんなのリズム天国 Web宣材広告（2011年）
- J SPORTSイメージキャラクター（2011年）[101]
- NECパーソナルコンピュータイメージキャラクター（2011年）[102]
- 社団法人日本雑誌協会（JMPA） 「雑誌愛読月間」イメージキャラクター（2011年）[103]
- 洋服の青山イメージキャラクター（2011年）[104]
- アディダスジャパンスポーツミューズ[105] / adienergyイメージキャラクター[106]（2011年）
- 第一生命 創業110周年イメージキャラクター（2011年）[107]
- GUCCI パトロネージ契約（2011年）
- 中央労働災害防止協会年間標語ポスター（2012年）
- GUNZE Miricaイメージキャラクター（2012年）
- 神戸市立博物館 東京都美術館 「マウリッツハイス美術館展」オフィシャルサポーター（2012年）[108][注 2]
- 東京地下鉄 東京メトロ「We are the Tokyo Navigator」イメージキャラクター（2012年）[109]
- 公益財団法人日本盲導犬協会盲導犬サポーター（2012年）[110]
- 日本赤十字社 「はたちの献血」キャンペーンキャラクター（2013年 - 2014年）[111][112]
- 政府広報 「命と人権を守る」キャンペーンメッセンジャー（2013年）[113]
- 選挙管理委員会 名古屋市長選挙イメージキャラクター（2013年）[2]
- ロッテ 山ガーナプロジェクト応援大使（2013年）[114][115]
- 国勢調査2015キャンペーンイメージキャラクター（総務省統計局）（2015年2月 - ）[116][117]
- 日本弁護士連合会ポスター（2016年）[118][注 3]
- 文化庁 日本遺産大使（2016年）[119]
- ショーメ「ビー マイ ラブ」ジャパンアンバサダー（2021年）[120]
- 西日本鉄道・東レ建設・長谷工不動産「つくばウェルビーイングプロジェクト」イメージキャラクター（2022年）[121]
- スキンケアブランド「Yunth」ブランドアンバサダー（2024年）[122]

## 作品

### 写真集
- 風の中の少女（2010年10月28日、ワニブックス、撮影：橋本雅司）ISBN 978-4847043208
- PLUMERIA（スピリッツ特別編集）（2011年6月20日、小学館、撮影：橋本雅司）ISBN 978-4093637305
- 武井咲フォトブック bloom（2015年6月6日、KADOKAWA、撮影：アミタマリ）ISBN 978-4047319431[123]

### ムック
- 武井咲マガジン（2012年7月24日、マガジンハウス）ISBN 978-4838787180

### DVD
- 第11回全日本国民的美少女コンテスト 国民的美少女2006（2006年11月15日、イーネット・フロンティア）

### シングル
- 恋スルキモチ（2011年12月14日、ユニバーサルJ） - オリコン6位[124]
  - GLAYのTAKUROが曲を提供[125]。

## 受賞
- 2006年
  - 第11回全日本国民的美少女コンテスト モデル部門賞、マルチメディア賞[3]
- 2009年
  - ミスモバゲーグランプリ'09 グランプリ、モデル賞[126]
- 2010年
  - 第39回ベストドレッサー賞 芸能部門[127]
- 2011年
  - 第68回ザテレビジョンドラマアカデミー賞 助演女優賞（『大切なことはすべて君が教えてくれた』）[128]
  - 第10回 Ms.Lily 2011-2012[129]
  - 第18回ベストスマイル・オブ・ザ・イヤー2011 著名人部門[16]
  - VOGUE JAPAN Women of the Year 2011[130]
- 2012年
  - 第23回日本ジュエリーベストドレッサー賞 10代部門[131]
  - 2012年度E-ライン・ビューティフル大賞[132]
  - 第36回山路ふみ子映画賞 新人女優賞（『愛と誠』『るろうに剣心』『今日、恋をはじめます』）[133][134]
  - 第54回FECJ賞 セレブリティ・オブ・ザ・イヤー[135]
  - 第25回日刊スポーツ映画大賞・石原裕次郎賞 新人賞（『愛と誠』『るろうに剣心』）[136]
- 2013年
  - エランドール賞 新人賞[137][138]
  - 第36回日本アカデミー賞 新人俳優賞（『るろうに剣心』『愛と誠』『今日、恋をはじめます』）[139]
  - 第22回日本映画批評家大賞 新人女優賞（『今日、恋をはじめます』）[140]
  - 第26回日本メガネベストドレッサー賞 特別賞[141]
  - ベトナム・フィルム・フェスティバル ベスト・アクトレス（『The Partner 〜愛しき百年の友へ〜』）[142]
- 2014年
  - 第12回クラリーノ美脚大賞2014 20代部門[143]
- 2015年
  - ジャパンアクションアワード2015 ベストアクション女優賞（『るろうに剣心 京都大火編 / 伝説の最期編』）[144]
- 2018年
  - 第19回ベストフォーマリスト 女性部門[145]
  - きものベストドレッサー2018 女性タレント部門[146]